# Lysefjordbrua
Lysefjordbrua je silniční visutý most překonávající fjord Lysefjorden v blízkosti vesnice Forsand ve stejnojmenné obci v norském kraji Rogaland.
Je součástí cesty Fylkesvei 13 a ze severní strany se napojuje na národní silnici Riksvei 13. Jeho výstavba probíhala v letech 1995–1997 a finanční náklady na realizaci stavby mostu činily 150 mil. NOK. Celková délka mostu je 639 m a hlavní visuté pole má délku rozpětí 446 m. Šířka mostovky, jejíž součástí je dvouproudová vozovka a chodník, je 12,3 m. Hlavní pylony jsou 102 m vysoké a výškový rozdíl mezi nejvyšším bodem mostovky a hladinou fjordu je 50 m.